# Paglia
El Paglia és un riu de la Itàlia central, al Laci, afluent del Tíber per la part dreta. Neix a uns 1700 metres d'alçada a les vesants del Monte Amiata, i baixa en direcció sud-est per una vall ampla. Té un recorregut de 67 km i una conca (inclosa la del seu afluent més important, el Chiani) de 1300 km².
Desemboca al Tíber, més avall de Tordimonte, entre Orvieto i Baschi. A part del Chiani no té cap altre afluent notable.